# 44th Fighter Squadron
Le 44th Fighter Squadron (44th FS) est un escadron de chasse de l'United States Air Force (USAF) appartenant à la 18th Wing.
L'escadron est basé à la Kadena Air Base, sur l'île d'Okinawa, au Japon.
Créé en 1941, il est toujours actif.